# A Whole New World
A Whole New World es una canción del año 1992 escrita y compuesta por el inglés Tim Rice y el estadounidense Alan Menken respectivamente, para la película de Disney Aladdín, ganadora del premio Óscar a la mejor canción original de dicho año. La versión original está cantada por los artistas Brad Kane y Lea Salonga, que son las voces de los personajes Aladdín y Jasmín.

## Descripción

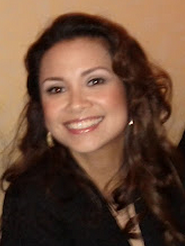
Lea Salonga es la voz de la princesa Jasmín en la canción

La canción fue grabada en Nueva York y lanzada al mercado el 31 de octubre de 1992 por la compañía discográfica Walt Disney Records. Está clasificada como de género pop, con una duración de 2 min 40 s.
La canción llegó al número 1 de la popular lista Billboard Hot 100 en marzo de 1993, reemplazando a I Will Always Love You de Whitney Houston.
En la gala especial de Disney de OT 1 fue interpretada por Gisela y David Bustamante.
En el remake de 2019 es interpretada por los actores Mena Massoud (Aladdín) y Naomi Scott (Jasmín). En los créditos es interpretada por Zayn Malik y Zhavia Ward en la versión original mientras que en las versiones española y latina, Zayn colabora con las cantantes Aitana y Becky G respectivamente en versión bilingüe.

## Certificaciones
| País   | Organismo certificador | Certificación | Ventas certificadas | Ref.  |
| ------ | ---------------------- | ------------- | ------------------- | ----- |
| México | AMPROFON               | Oro           | 30 000              | [ 3 ] |